# ماريو برناردي
ماريو برناردي هو عالم موسيقى وعازف بيانو كندي، ولد في 20 أغسطس 1930 في كيركلاند ليك في كندا، وتوفي في 2 يونيو 2013 في تورونتو في كندا.

## وصلات خارجية
- ماريو برناردي على موقع IMDb (الإنجليزية)
- ماريو برناردي على موقع ميوزك برينز (الإنجليزية)
- ماريو برناردي على موقع أول ميوزيك (الإنجليزية)
- ماريو برناردي على موقع ديسكوغز (الإنجليزية)